# Ulrich Püschel
Ulrich Püschel (* 6. August 1943 in Riesa; † 19. März 2014) war ein deutscher Germanist und Linguist.

## Leben
Er studierte in Marburg und Freiburg im Breisgau. Nach der Promotion 1973 in Trier mit einer Studie zur Kompatibilität lexikalischer Einheiten im Deutschen war er wissenschaftlicher Assistent und dann als Akademischer Rat im Bereich der Germanistischen Linguistik ernannt. Nach der Habilitation 1996 war er seit 2002 als außerplanmäßiger Professor tätig.
Seine Schwerpunkte waren sprachliche Stilkunde und linguistische Analyse politischer Diskussionen.

## Schriften (Auswahl)
- Semantisch-syntaktische Relationen. Untersuchungen zur Kompatibilität lexikalischer Einheiten im Deutschen. Tübingen 1975, ISBN 3-484-10240-3.
- mit Werner Holly und Peter Kühn: Politische Fernsehdiskussionen. Zur medienspezifischen Inszenierung von Propaganda als Diskussion. Tübingen 1986, ISBN 3-484-34018-5.
- mit Werner Holly (Hrsg.): Medienrezeption als Aneignung. Methoden und Perspektiven qualitativer Medienforschung. Opladen 1993, ISBN 3-531-12430-7.
- Duden, So schreibt man jetzt! Das Übungsbuch zur neuen deutschen Rechtschreibung. Mannheim 2006, ISBN 3-411-06194-4.